# Пол Рейнгарт
Пол Рейнгарт (англ. Paul Reinhart, нар. 6 січня 1960, Кіченер) — колишній канадський хокеїст, що грав на позиції захисника. Грав за збірну команду Канади.
Провів понад 700 матчів у Національній хокейній лізі. 

## Ігрова кар'єра
Хокейну кар'єру розпочав 1975 року виступами за команду «Кіченер Рейнджерс».
1979 року був обраний на драфті НХЛ під 12-м загальним номером командою «Атланта Флеймс». 
Протягом професійної клубної ігрової кар'єри, що тривала 12 років, захищав кольори команд «Атланта Флеймс», «Калгарі Флеймс» та «Ванкувер Канакс».
Загалом провів 730 матчів у НХЛ, включаючи 82 гри плей-оф Кубка Стенлі.
Виступав за збірну Канади, провів 15 ігор в її складі.

## Нагороди та досягнення
- Бронзовий призер чемпіонатів світу — 1982 та 1983.
- Учасник матчу усіх зірок НХЛ — 1985, 1989.

## Статистика

### Клубні виступи
| Сезон        | Клуб                | Ліга         | Регулярний сезон | Регулярний сезон | Регулярний сезон | Регулярний сезон | Регулярний сезон | Плей-оф | Плей-оф | Плей-оф | Плей-оф | Плей-оф |
| Сезон        | Клуб                | Ліга         | І                | Г                | П                | О                | ШХ               | І       | Г       | П       | О       | ШХ      |
| ------------ | ------------------- | ------------ | ---------------- | ---------------- | ---------------- | ---------------- | ---------------- | ------- | ------- | ------- | ------- | ------- |
| 1975–76      | «Кіченер Рейнджерс» | ОХЛ          | 53               | 6                | 33               | 39               | 42               | 8       | 1       | 2       | 3       | 4       |
| 1976–77      | «Кіченер Рейнджерс» | ОХЛ          | 51               | 4                | 14               | 18               | 16               | 3       | 0       | 2       | 2       | 4       |
| 1977–78      | «Кіченер Рейнджерс» | ОХЛ          | 47               | 17               | 28               | 45               | 15               | 9       | 4       | 6       | 10      | 29      |
| 1978–79      | «Кіченер Рейнджерс» | ОХЛ          | 66               | 51               | 78               | 129              | 57               | 10      | 3       | 10      | 13      | 16      |
| 1979–80      | «Атланта Флеймс»    | НХЛ          | 79               | 9                | 38               | 47               | 31               | —       | —       | —       | —       | —       |
| 1980–81      | «Калгарі Флеймс»    | НХЛ          | 74               | 18               | 49               | 67               | 52               | 16      | 1       | 14      | 15      | 16      |
| 1981–82      | «Калгарі Флеймс»    | НХЛ          | 62               | 13               | 48               | 61               | 17               | 3       | 0       | 1       | 1       | 2       |
| 1982–83      | «Калгарі Флеймс»    | НХЛ          | 78               | 17               | 58               | 75               | 28               | 8       | 6       | 3       | 9       | 2       |
| 1983–84      | «Калгарі Флеймс»    | НХЛ          | 27               | 6                | 15               | 21               | 10               | 11      | 6       | 11      | 17      | 2       |
| 1984–85      | «Калгарі Флеймс»    | НХЛ          | 75               | 23               | 46               | 69               | 18               | 4       | 1       | 1       | 2       | 0       |
| 1985–86      | «Калгарі Флеймс»    | НХЛ          | 32               | 8                | 25               | 33               | 15               | 21      | 5       | 13      | 18      | 4       |
| 1986–87      | «Калгарі Флеймс»    | НХЛ          | 76               | 15               | 54               | 69               | 22               | 4       | 0       | 1       | 1       | 6       |
| 1987–88      | «Калгарі Флеймс»    | НХЛ          | 14               | 0                | 4                | 4                | 10               | 8       | 2       | 7       | 9       | 6       |
| 1988–89      | «Ванкувер Канакс»   | НХЛ          | 64               | 7                | 50               | 57               | 44               | 7       | 2       | 3       | 5       | 4       |
| 1989–90      | «Ванкувер Канакс»   | НХЛ          | 67               | 17               | 40               | 57               | 30               | —       | —       | —       | —       | —       |
| Усього в НХЛ | Усього в НХЛ        | Усього в НХЛ | 648              | 133              | 427              | 560              | 277              | 82      | 23      | 54      | 77      | 42      |

### Збірна
| Рік                | Команда            | Турнір             | І  | Г | П | О  | ШХ | Результат       |
| ------------------ | ------------------ | ------------------ | -- | - | - | -- | -- | --------------- |
| 1981               | Канада             | КК                 | 2  | 0 | 0 | 0  | 2  | 2-е місце       |
| 1982               | Канада             | ЧС                 | 7  | 1 | 5 | 6  | 4  | Бронзові медалі |
| 1983               | Канада             | ЧС                 | 6  | 2 | 4 | 6  | 2  | Бронзові медалі |
| Національна збірна | Національна збірна | Національна збірна | 15 | 3 | 9 | 12 | 8  |                 |

## Сім'я
У Пола три сини: Гріффін, Макс та Сем, усі троє професійні хокеїсти.